# Dolicheremaeus sulcatus
Dolicheremaeus sulcatus är en kvalsterart som beskrevs av Sandór Mahunka 2000. Dolicheremaeus sulcatus ingår i släktet Dolicheremaeus och familjen Tetracondylidae. Inga underarter finns listade i Catalogue of Life.